# Dekanat Middletown
Dekanat Middletown – jeden z 7 dekanatów rzymskokatolickich wchodzących w skład diecezji Norwich w Stanach Zjednoczonych. 
Według danych na styczeń 2016 roku, w jego skład wchodziło 10 parafii. 

## Lista parafii
Źródło:
| Lp. | Miejscowość | Parafia                             | Proboszcz                                                  | Kościół                                          | Grafika | www |
| --- | ----------- | ----------------------------------- | ---------------------------------------------------------- | ------------------------------------------------ | ------- | --- |
| 1   | Durham      | Parafia Najświętszej Maryi Panny    | Rev. Jan Swiderski Deacon Peter L. Gill                    | Kościół Najświętszej Maryi Panny w Durham        |         | |
| 2   | Middlefield | Parafia św. Colmana                 | Rev. Jan Swiderski Deacon Peter L. Gill                    | Kościół św. Colmana w Middlefield                |         | |
| 3   | Middletown  | Parafia św. Franciszka z Asyżu      | Rev. Russell F. Kennedy Rev. George Busto, C.O. (rezydent) | Kościół św. Franciszka z Asyżu w Middletown      |         | http://www.saintfrancisofassisi.com/                                                                   |
| 4   | Cromwell    | Parafia św. Jana                    | Rev. Mark Curesky, O.F.M. Conv.                            | Kościół św. Jana w Cromwell                      |         | http://www.saintjohn-cromwell.org/                                                                     |
| 5   | Middletown  | Parafia św. Jana                    | Very Reverend Michael L. Phillippino                       | Kościół św. Jana w Middletown                    |         | https://web.archive.org/web/20160121130702/http://www.saintjohnchurchmiddletown.com/Pages/default.aspx |
| 6   | Portland    | Parafia Najświętszej Maryi Panny    | Rev. C. Paul Boudreau Deacon Dana Garry                    | Kościół Najświętszej Maryi Panny w Portland      |         | http://www.stmaryportlandct.org/                                                                       |
| 7   | Middletown  | Parafia Matki Bożej Częstochowskiej | Rev. Richard Sliwinski                                     | Kościół Matki Bożej Częstochowskiej w Middletown |         | |
| 8   | Higganum    | Parafia św. Piotra                  | Rev. Peter B. Liszewski                                    | Kościół św. Piotra w Higganum                    |         | http://www.stpeterhigganum.com/                                                                        |
| 9   | Middletown  | Parafia św. Piusa X                 | Rev. John Gallagher, O.F.M. Cap                            | Kościół św. Piusa X w Middletown                 |         | http://www.saintpius.org/                                                                              |
| 10  | Middletown  | Parafia św. Sebastiana              | Rev. James Thaikoottathill, J.C.D.                         | Kościół św. Sebastiana w Middletown              |         | https://web.archive.org/web/20160109154802/http://stsebastianmiddletown.org/                           |